# Die Spezialisten unterwegs
Die Spezialisten unterwegs (Originaltitel: Misfits of Science) ist eine 1985 von James D. Parriott für NBC Universal produzierte US-amerikanische TV-Serie, die Elemente aus Science-Fiction, Action und Comedy kombiniert. Inklusive des 90-minütigen Pilotfilms wurden 16 Folgen produziert; für die Ausstrahlung in Deutschland wurde die Pilotfolge in zwei Episoden aufgeteilt.
In Frankreich lief die Serie unter dem Namen Superminds und in Brasilien als Curto Circuito („Kurzschluss“).

## Inhalt
Die Wissenschaftler Dr. Billy Hayes und Dr. El Lincoln arbeiten am Humanidyne Institut in Los Angeles, wo sie Menschen mit ungewöhnlichen Fähigkeiten erforschen. Meist zufällig geraten die Spezialisten in jeder Folge an einen neuen Fall, der Billy und El von den Forschungsarbeiten abhält, die ihnen von ihrem Arbeitgeber Humanidyne zugedacht werden. Geldgeber ist neben Humanidyne auch das US-Militär, mit dem die Spezialisten aber auch oft in Konflikt geraten.

## Charaktere
Doktor William „Billy“ Hayesist ein brillanter Wissenschaftler, der allerdings etwas unkonventionell ist. Er hat ein Problem mit Autorität, trägt am liebsten knallbunte T-Shirts, liebt Frauen und Tequila. Sein Traum ist, den mit fünf Millionen dotierten Preis des Forschungslabors Humanidyne zu bekommen, für das er arbeitet. Aus diesem Grund bringt er die Spezialisten zusammen. Als Einziger des Spezialistenteams hat er keine besonderen Fähigkeiten, dennoch ist er der Leiter des Teams und entwickelt zumeist die Pläne.
Doktor Elvin „El“ Lincolnist Billys bester Freund und arbeitet mit ihm bei Humanidyne. Der Afroamerikaner ist über seine Größe von 2,24 m unglücklich, da er zum Beispiel nicht Basketball spielen kann, wie man es von einem Schwarzen seiner Größe erwartet. Deshalb hat er ein Serum entwickelt, um dieses Problem zu lösen: Übt El Druck auf einen neuralen Punkt in seinem Nacken aus, verteilt sich das Serum in seiner Blutbahn und lässt ihn für 14 Minuten auf die Größe von ca. 20 cm zusammenschrumpfen. Dies klappt jedoch nur einmal in der Stunde. Da seine Kleidung nicht mitschrumpft, hat er meistens die Kleidung von Barbie-Männern dabei.
John „Johnny B.“ Bukowskiist Rockmusiker, Gitarrist und Songschreiber. Seit einem Unfall während eines Konzerts mit einer 20.000-Volt-Verstärkeranlage hat er die Fähigkeit, elektrische Energie zu absorbieren und in Form von Blitzen wieder abzugeben. Außerdem kann er sich sehr schnell bewegen. Er darf jedoch nicht mit Wasser in Berührung kommen.
Gloria Dinallowurde mit telekinetischen Fähigkeiten geboren und hält sich deshalb für eine Außenseiterin. Im Laufe ihrer Kindheit war sie in verschiedenen Erziehungsheimen und lernte dabei Billy kennen. Oft kommt sie wegen kleinerer Straftaten mit dem Gesetz in Konflikt.
Jane Millerist Glorias Bewährungshelferin, die sehr engagiert versucht, ihrem Schützling zu helfen. Auch Billy scheint Interesse an ihr zu haben, obwohl die beiden oft wegen ihrer unterschiedlichen Ansichten aneinandergeraten. Jane trat nur in den ersten Episoden auf. In der Folge In letzter Sekunde stellt sich heraus, dass sie von ihrem Ex-Mann ein Kind erwartet.
Richard „Dick“ Stetmeyerist der leitende Direktor von Humanidyne, der mit Billys unkonventioneller Art oft Probleme hat. Er ist dafür zuständig, dass sich die Spezialisten zumindest an die grundlegenden Regeln halten. Oft steht er kurz vor einem Nervenzusammenbruch. Dick ist für die Finanzen des Labors zuständig und braucht daher Anwendungen für die Geldgeber. Jedoch lässt er sich immer wieder von Billy und El erweichen, wenn diese etwas Außergewöhnlichem auf der Spur sind.
Miss Nanceist Dr. Hayes’ Sekretärin. Sie nimmt alle Vorteile in Anspruch, die ihre Gewerkschaft ausgehandelt hat, ist aber ansonsten wenig organisiert.
Arthur Beifneiterist bekannt als Ice Man, da er nur in absoluter Kälte überleben kann. Wenn er Dinge mit bloßer Hand berührt, gefrieren diese augenblicklich. Da sie ihn transportieren mussten, organisierten die Spezialisten bei ihrer ersten Zusammenarbeit einen Eiswagen, der auch später ihr Einsatzfahrzeug blieb. Ice Man kam nur in der Pilotfolge vor.

## Besetzung
| Rolle                          | Schauspieler/in    | Synchronsprecher/in |
| ------------------------------ | ------------------ | ------------------- |
| Dr. Billy Hayes                | Dean Paul Martin   | Arne Elsholtz       |
| Dr. Elvin „El“ Lincoln         | Kevin Peter Hall   | Randolf Kronberg    |
| John „Johnny B“ Bukowski/B-Man | Mark Thomas Miller | Philipp Moog        |
| Gloria Dinallo                 | Courteney Cox      | Katrin Fröhlich     |
| Jane Miller                    | Jennifer Holmes    | Dagmar Heller       |
| Richard „Dick“ Stetmeyer       | Max Wright         | Eckart Dux          |
| Miss Nance                     | Diane Civita       | Linda Joy           |
| Ice Man                        | Mickey Jones       | n/a                 |

Jennifer Holmes wird bis zur zwölften Folge im Vorspann aufgeführt (US-Original). Diane Civita ist lediglich als Nebendarstellerin genannt.

## Folgen
1. Gefährliche Waffen (Deep Freeze) (Pilotfilm, als zwei Folgen gesendet): Die Spezialisten tun sich zusammen, um Iceman aus seiner Gefangenschaft zu befreien und um Dr. Strickland daran zu hindern, eine Strahlenwaffe zu missbrauchen. Mickey Jones als Iceman, Edward Winter als Dr. Strickland
2. Mit vereinten Kräften (Your Place Or Mayan?): In Beverly Hills findet ein Archäologe Überbleibsel der Maya.
3. In letzter Sekunde (Guess What’s Coming To Dinner): Ein Freund bittet Billy um Hilfe, er hat mit Außerirdischen gesprochen.
4. Die gute Tat (Lost Link): Ein Eingeborener namens Link will ein Totem in eine Mondrakete bringen.
5. Liebeswerben einmal anders (Sort Of Looking For Gina). Johnny B. ist verliebt und bringt die Spezialisten dadurch in Gefahr.
6. Miami Hayes (Sonar… And Yet So Far): Drogenhändler wollen mit Hilfe eines Meeresbiologen und seinem Delfin eine Ladung Kokain bergen.
7. Einen Strahlenburger, bitte (Steer Crazy): Durch radioaktive Hamburger werden drei Rentner zu Supermännern.
8. Casino Fatal (Fumble On The One): Der bionische CIA-Agent Brick braucht Hilfe bei der Wiederbeschaffung eines Koffers, der den Dritten Weltkrieg auslösen könnte.
9. Zwillingsmotoren (Twin Engines): Der Zwillingsbruder von Johnnys Freund Lonnie schwebt in großer Gefahr.
10. Häschen Connection (Grand Theft Bunny): Tiere werden aus einem Forschungslabor entführt, aber sie tragen eine gefährliche Krankheit. Johnny B. wird infiziert.
11. Hokuspokus (Grand Elusion): Die Tochter eines befreundeten Russen braucht spezielle Hilfe beim Überlaufen.
12. Adel verpflichtet (Once Upon A Night): Glorias Brieffreundin wird von Unbekannten verfolgt – und von Johnny B.
13. Der Basketballprofi (Center Of Attention): El wird zum Basketballprofi, um einen korrupten Manager zu überführen.
14. Der Alptraum (Against All Oz): Billy träumt von einer Welt, in der alle ohne ihre Kräfte leben.
15. Der Racheengel (The Avenging Angel): Gloria macht einen Wrestler zum Superhelden.
16. Drei Tage im Leben eines Mixers (Three Days Of The Blender): Billy wird festgenommen, weil man ihn wegen eines falsch gelieferten Mixers des Nationalverrats verdächtigt.

## Auszeichnungen
Der Pilotfilm wurde 1986 für den Emmy in der Kategorie Outstanding Sound Editing for a Series nominiert.

## Sonstiges
- Zwei Hauptdarsteller verstarben sehr früh im Alter von 35 Jahren. Dean Paul Martin, Sohn von Dean Martin, starb am 21. März 1987 bei einem Flugzeugabsturz in den San Gorgonio Mountains in Kalifornien. Er war Pilot eines F-4-Phantom-Fighter-Jet der Nationalgarde. Kevin Peter Hall starb am 10. April 1991 an der Immunschwächekrankheit AIDS; er hatte nach einem Unfall infizierte Blutkonserven erhalten.
- Die Serie lief in den USA auf NBC parallel zu Der Denver-Clan auf ABC und erhielt niedrige Einschaltquoten, was mit zur frühen Einstellung beitrug.
- Die Story der Episode Zwillingsmotoren wurde von Tim Kring geschrieben, dem Schöpfer der Serie Heroes, in der es auch um Menschen mit Superkräften geht.[2]
- Mit Larry Linville und Ray Walston übernahmen zwei bekannte Schauspieler Hauptrollen in je einer Episode.
- Im Jahre 1989 erschien in Deutschland der Pilotfilm der Serie auf VHS unter dem Titel Die Superhelden, jedoch mit einer anderen Synchronisation.

## DVD-Veröffentlichung
Am 25. Januar 2008 wurde die Serie in Deutschland auf DVD veröffentlicht. Sie besteht aus einem Set von fünf DVDs, die alle Episoden sowie die in den USA nicht ausgestrahlte Finalepisode beinhaltet. Die Nummerierung entspricht der deutschen Fernsehausstrahlung, für jede Folge wird der originale US-Vorspann verwendet.
Im September 2012 folgte die DVD-Veröffentlichung der Superminds in Frankreich.